# Carl Michael von Hausswolff

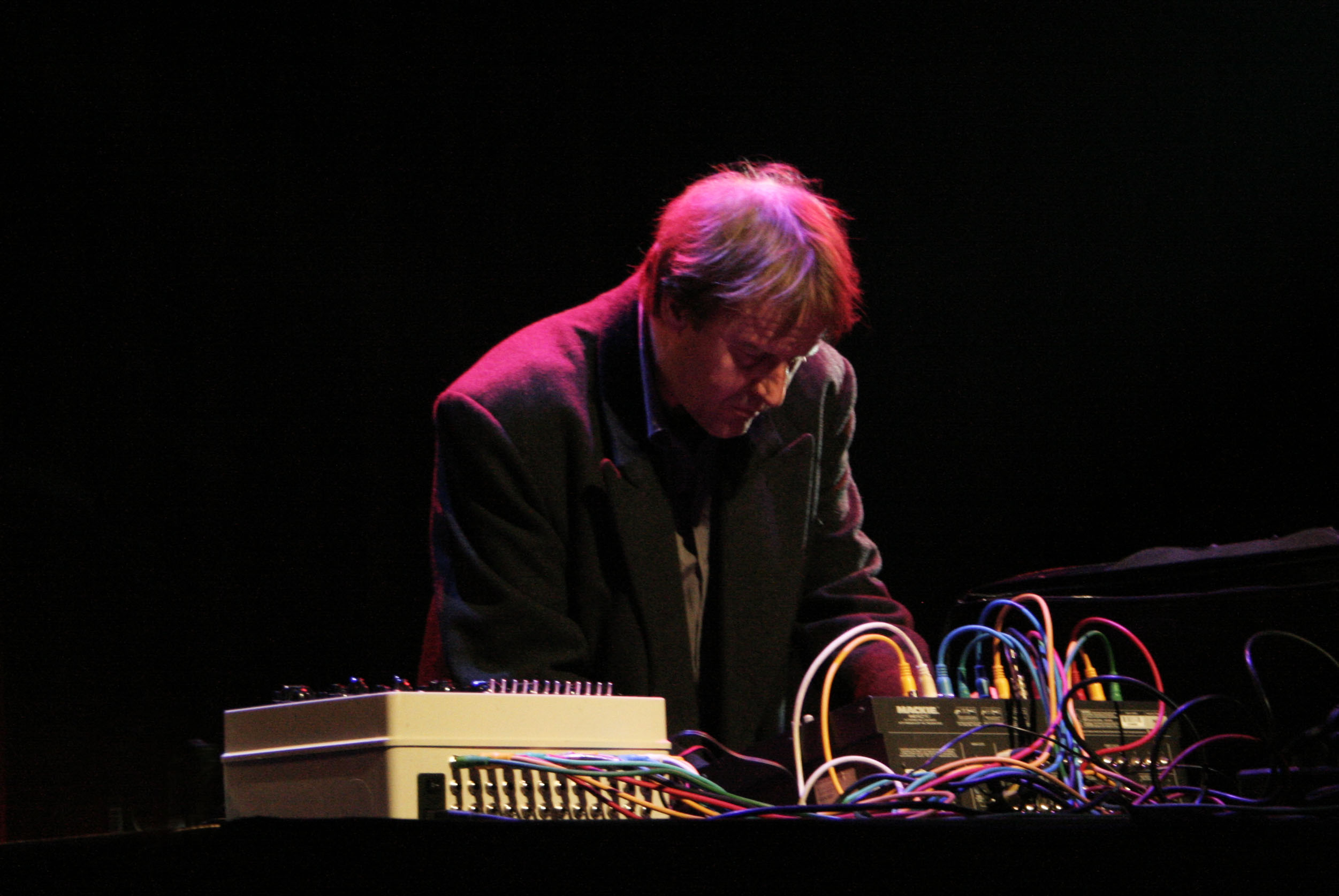
Carl Michael von Hausswolff

Carl Michael von Hausswolff (* 1956 in Linköping, Schweden) ist ein Musiker und Künstler. Heute lebt er in Stockholm.
Er beschäftigt sich intensiv mit der Kommunikation und deren Expansions- und Grenzbereichen, indem er Interferenzen, Interdependenzen und Störungen von Radiofrequenzen aufnimmt, die er mit architektonischen Strukturen konfrontiert. Auch Oszilloskope, Bewegungsmelder, Telefone, Überwachungskameras und Radare zählen zu seiner musikalischen Ausrüstung.
1989 sammelte er nach eigenen Angaben im KZ Majdanek Asche von Holocaust-Opfern und stellte daraus ein Schwarz-weiß-Aquarell her, welches er in Lund ausstellte.
1991 rief der Künstler gemeinsam mit Leif Elggren als Kunstprojekt den virtuellen Staat Konungarikena Elgaland-Vargaland (Verbund der Königreiche Elgaland-Vargaland (KREV)) aus. Er ist Aufsichtsratsmitglied der 1936 gegründeten schwedischen Gesellschaft für experimentelle Komposition und Klangstudien, „Fylkingen“. Hausswolff ist Betreiber seines eigenen Labels Origin und als Kurator und Bildender Künstler international unterwegs.
Kollaborationen u. a. mit: Andrew McKenzie (Hafler Trio), Erik Pauser (PHAUSS), David Jackman (Organum), Zbigniew Karkowski, Kim Cascone, Tommi Grönlund (Sähkö).
Seine Töchter sind die Musikerin Anna und die Kamerafrau Maria von Hausswolff.

## Diskografie (Auswahl)
- 800 00 Seconds in Harar (CD) Touch
- Enough!!!, mit Jason Lescallet und Joachim Nordwall (CD) MonotypeRec.
- leech (CD) Raster-Noton
- There Are No Crows Flying around the Hancock Building (CD) Lampo
- Rats (CD) Laton
- Three Overpopulated Cities Built By Shortsighted Planners. An Unbalanced And Quite Dangerous Airport And An Abandoned Church (CD) Sub Rosa -- Arbeit zum Verhältnis von Sound zu Architektur
- A Lecture On Disturbances In Architecture (CD) Firework Editions -- 2002 mit einer „honorable mention“ der Ars Electronica ausgezeichnet
- ström (CD) Raster-Noton

## Nachweise
- Jesper N. Jorgensen: Die Künstler / The Artists In: Max Hollein, Jesper N. Jorgensen: Frequenzen [Hz]/Frequencies [Hz], 2002, S. 42, ISBN 3-7757-1154-6